# Abraham Guillén
Abraham Guillén Sanz (Corduente, Guadalajara, España; 13 de marzo de 1913 - Madrid, España; 1 de agosto de 1993) fue un militante anarquista español y uno de los teóricos del socialismo de mercado de autogestión obrera o socialismo autogestionario. Considerado también teórico de la guerrilla urbana sudamericana, con su obra Estrategia de la guerrilla urbana de 1966.

## Biografía
En su juventud se dedicó a la agricultura y laboró extrayendo resina. Estuvo afiliado a las Juventudes Libertarias (FIJL), fue también miembro de toda la vida de la Confederación Nacional del Trabajo (CNT) y de la Federación Anarquista Ibérica (FAI).
Fue veterano de la guerra civil española (1936-39) donde al final de esta fue detenido en el puerto de Alicante y condenado primero a la pena de muerte, la cual fue conmutada a 20 años de prisión. Logró evadirla en 1942. Después se entraría en el comité central de la CNT clandestina hasta que en 1943 es nuevamente detenido, pero logra fugarse de prisión en la Nochevieja de ese año. Luego, con la ayuda de gitanos anarquistas entraría en Francia en 1944 donde dirige en la sombra Solidaridad Obrera. Fue expulsado de la CNT por colaborar con la procomunista Junta Suprema de la Unión Nacional Española (UNE), pero sería rehabilitado el 1 de febrero de 1946 con la llegada de Germinal Esgleas a la dirección.
Emigró a Argentina en el año 1948 y pasó un tiempo en Uruguay y en Cuba. En Buenos Aires se licenció en Ciencias Económicas. Fue profesor de economía política (director de investigación económica en la Facultad de Derecho y Ciencias Sociales de Buenos Aires) y columnista de El Laborista, Democracia en Buenos Aires, asesor económico de la Universidad del Trabajo del Uruguay y periodista del diario Acción de Montevideo, experto internacional de la OIT en economía autogestionaria y desarrollo cooperativo en el Perú, donde además colaboró en La Prensa de Lima.
De joven hizo tareas agrícolas y trabajó extrayendo resina. Luego estudió en Madrid becado por las autoridades republicanas. Afiliado a las Juventudes Libertarias de bien jovencito, fue también miembro de la Confederación Nacional del Trabajo (CNT) y de la Federación Anarquista Ibérica (FAI). Durante los primeros meses de la Guerra Civil fue director de Juventud Libre, editada por el Comité Peninsular de las Juventudes Libertarias. También fue redactor de Castilla Libre y de CNT. Marchó al frente y a partir de 1938 fue comisario político en la XIV División y del IV Cuerpo del Ejército, comandado por Cipriano Mera. También dirigió Nosotros, portavoz de FAI, de la Federación Ibérica de Juventudes Libertarias (FIJL) y de la Columna de Hierro en Valencia.
El final de la guerra lo sorprendió en Alicante, donde fue detenido en el puerto. Condenado por un tribunal de guerra franquista, que le pidió la pena de muerte y que se la conmutó en el proceso por la de 20 años, fue trasladado a la colonia penitenciaria de Añover de Tajo, de donde logró evadirse en 1942. Luego formó parte del Comité Nacional de la CNT clandestina hasta su detención en 1943. Encerrado en la cárcel de Carabanchel, pudo huir la noche de fin de año de ese año y, ayudado por un clan de gitanos libertarios pasó a Francia en 1944. En el exilio francés dirigió en la sombra Solidaridad Obrera en la época de Laureano Cerrada y más tarde se implicó en las actividades de la procomunista Junta Suprema de la Unión Nacional Española (UNE), por lo que fue expulsado de la CNT el 1 de febrero de 1946, pero fue rehabilitado con la llegada de Germinal Esgleas a la dirección del exilio. En 1948 emigra a la Argentina y pasó un tiempo en Uruguay y Cuba. Durante el peronismo editó Economía y finanzas. En Buenos Aires se licenció en Económicas y fue profesor de Economía Política y director de Investigación Económica de la Facultad de Derecho y Ciencias Sociales de Buenos Aires.
En Argentina colaboró en diversos periódicos, como El Laboralista y Democracia, en Montevideo de Acción, y en Lima de La Prensa. También fue asesor económico de la Universidad del Trabajo de Uruguay y experto internacionalista de la Organización Internacional del Trabajo (OIT) en economía autogestionaria y desarrollo cooperativo en Perú. En 1961 fue encarcelado durante unos meses acusado de ser miembro de los uturuncos, guerrilla activa en el noroeste de la Argentina durante 1960 y 1961; raíz de este hecho pidió asilo político en Uruguay en 1962 y, poco después, se puso en contacto con los elementos revolucionarios de este país. Durante estos años fue investigado de cerca por los servicios de inteligencia latinoamericanos y norteamericanos.
Al morir Franco, regresó a la Península y en los últimos años destacó como conferenciante y escritor de ensayos en la prensa anarquista. Su nombre - también usó seudónimos (Jaime de las Heras, Fernando Molina, Arapey, etc. - Se popularizó como experto en técnicas de guerrilla urbana, en multinacionales, en autogestión y en temas relacionados con la guerra de España y la degeneración del comunismo. Para muchos, fue el creador de la guerrilla urbana y de sus plasmaciones prácticas americanas (tupamaros, uturuncos, etc.); algunos lo han calificado de anarcomarxista y guevarista.
Abraham Guillén Sanz murió el 1 de agosto de 1993 en Madrid (España ). El profesor Donald C. Hodges dio una importante parte del archivo personal de Abraham Guillén en la George A. Smathers Libraries de la Universidad de Florida (Gainesville, Florida, EE. UU.). Otra parte considerable de su archivo y biblioteca personal se encuentra depositada en la Fundación Anselmo Lorenzo (CNT).

## Pensamiento
Fue defensor del socialismo de mercado. En este sentido Guillén afirmaba que «una sociedad sin competencia es una sociedad sin incentivos». Guillén describe al socialismo de mercado como parte de su visión general del socialismo libertario así: «El socialismo libertario no tiene necesidad de planificación centralizada, sino de un socialismo de mercado, de la competencia entre grupos colectivos de trabajo, de la democracia directa en las empresas por medio de los consejos autogestores de obreros, técnicos y administrativos, que nombran al director de la fábrica y lo revocan; tienen el control de su empresa; son dueños colectivos de repartir e invertir su excedente económico; deben aportar o invertir una buena parte del mismo para realizar la reproducción ampliada del capital social (comunitario, no estatal). El socialismo sólo será con libertad o de autogestión; pues, de lo contrario, será capitalismo de Estado, donde de la burocracia sustituirá a la burguesía como nueva clase opresora y explotadora.»
Guillén sostiene que el socialismo de mercado debe evitar la planificación económica exhaustiva e implementar una planificación descentralizada establecida por las fábricas tal como es planteado por el socialismo autogestionario: «Con socialismo de autogestión, la planificación nacional es programática, indicativa, pues deja las decisiones básicas a las empresas autogestoras que saben lo que necesita el mercado socialista, en cantidad y calidad, en precios competitivos, a fin de abolir la burocracia centralista que, de tanto controlar precios, no consigue al fin estabilizar nada, pero ejerce por todas partes su tiranía totalitaria.» Así también plantea que el socialismo de mercado es el camino para alcanzar el anarcocomunismo: «Ahorrando los capitales disipados inútilmente en los consumos de lujo o con exceso de consumo improductivo, colocando a todo el mundo a trabajar útilmente, se acumularía doble o triple cantidad de capital social, que invertido en desarrollo económico y tecnológico haría que se produjese más en una hora que antes en un día, lo cual disminuiría el valor-trabajo de los productos, pudiendo así alcanzar un socialismo libertario, basado en una abundancia mesurada para todos. Entonces se podría pasar a una sociedad comunista: cada uno aportaría según su capacidad y recibiría según sus necesidades, superando, una vez por todas, la economía mercantil capitalista y sus dirigentes: burgueses, burócratas y tecnócratas.»

## Obras
Entre sus obras figuran:
- El destino de Hispanoamérica (1952)
- La conspiración de la oligarquía. Radiografía del plan Prebisch (Guitem, 1956)
- La oligarquía en la crisis de la economía argentina (Cuadernos de la Cátedra Lisandro de la Torre, 1956)
- Monopolios y latifundios contra la economía Argentina, como salir de la crisis estructural (Cuadernos de la Cátedra Lisandro de la Torre, 1956)
- La agonía del imperialismo, tomo I y II (Editorial Sophos, 1957)
- Historia de la revolución española (Coyocán, 1961)
- El imperialismo del dólar (Editorial Peña Lillo, 1962)
- 25 años de economía franquista. Análisis económico de un régimen (Periplo, 1963)
- Crítica a la izquierda latinoamericana (Editorial Arca, 1965)
- La Segunda Revolución Española. Después de Franco, ¿qué? (El Siglo Ilustrado, 1965)
- Teoría de la violencia (Jamcana, 1965)
- ¿Cómo derrotar a Franco? España, estrategia para la liberación (1966)
- Dialéctica de la política. Los años decisivos del siglo XX, guerras, revoluciones (Ediciones Cooperativa Obrera Gráfica, 1967)
- El dilema económico de América Latina (Nativa, 1967)
- Desafío al Pentágono. La guerrilla latinoamericana (Andes, 1969)
- Estrategia de la guerrilla urbana (Ediciones Liberación, 1966)
- La rebelión del tercer mundo (Andes, 1969)
- Democracia directa (1970)
- Historia de la Revolución española (Editorial Coyoacán, 1970)
- Socialismo de autogestión (1971)
- La caída del dólar. El derrumbe del FMI (Aconcagua, 1972)
- La elite del poder en España. La sociedad secreta del "Opus Dei" (1973)
- La colonización financiera del FMI (1973)
- La propiedad social, modelo de desarrollo peruano (Ediciones del Centro, 1976)
- ITT e IBM en España (Zero, 1977)
- Revalorización de la guerrilla urbana (1977)
- Guerrilla 1 (en colaboración con otros autores, 1978)
- El capitalismo soviético: última etapa del imperialismo (Queimada Ediciones, 1979)
- El error militar de las izquierdas. Análisis estratégico de la guerra civil española 1936-1939 (Hacer, 1980)
- Economía libertaria: alternativa para un mundo en crisis (Fundación de Estudios Libertarios Anselmo Lorenzo, 1988)
- Economía autogestionaria: las bases del desarrollo económico de la sociedad libertaria (Fundación de Estudios Libertarios Anselmo Lorenzo, 1990)
- Socialismo libertario: ni capitalismo de monopolios, ni comunismo de Estado (Ediciones Madre Tierra, 1990)
- Técnica de la desinformación (Fundación Anselmo Lorenzo, 1991)
- El error político militar de la República. La pérdida de la Guerra Civil 1936-1939 (Ediciones Queimada, 2012)